# Cratere Noma
Noma  è un cratere sulla superficie di Marte.